# Ulanhot
Ulanhot (en mongol: Улаан Хот, romanizado: Ulaan Hot, lit. 'Ciudad Roja' ; en chino, 乌兰浩特; pinyin, Wūlán Hàotè) es un municipio bajo la administración directa de la Liga Hinggan en la Región autónoma de Mongolia Interior  , República Popular China. Su área es de 2239 km² y su población total para 2010 superó los 327 mil habitantes.

## Administración
Desde julio de 2020, el municipio Ulanhot se divide en 13 pueblos que se administran en 9 subdistritos y 4   poblados.